# Girondelle
Girondelle é uma comuna francesa na região administrativa de Grande Leste, no departamento Ardenas. Estende-se por uma área de 11,55 km². Em 2010 a comuna tinha 161 habitantes (densidade: 13,9 hab./km²).